# بيتر جاكسون (قاضي)
بيتر جاكسون (بالإنجليزية: Peter Jackson)‏ هو قاضي بريطاني، ولد في 9 ديسمبر 1955.